# Liste der Bodendenkmäler in Werneck
Auf dieser Seite sind die Bodendenkmäler in dem unterfränkischen Markt Werneck zusammengestellt. Diese Tabelle ist eine Teilliste der Liste der Bodendenkmäler in Bayern. Grundlage ist die Bayerische Denkmalliste, die auf Basis des Bayerischen Denkmalschutzgesetzes vom 1. Oktober 1973 erstmals erstellt wurde und seither durch das Bayerische Landesamt für Denkmalpflege geführt wird. Die folgenden Angaben ersetzen nicht die rechtsverbindliche Auskunft der Denkmalschutzbehörde.

## Bodendenkmäler in Werneck

### Gemarkung Bergrheinfeld
| Lage                     | Objekt                                                                     | Akten-Nr.     | Bild |
| ------------------------ | -------------------------------------------------------------------------- | ------------- | ---- |
| Bergrheinfeld (Standort) | Siedlung der Linearbandkeramik, der Urnenfelderzeit und der Hallstattzeit. | D-6-6026-0243 |      |

### Gemarkung Eckartshausen
| Lage                     | Objekt | Akten-Nr.     | Bild |
| ------------------------ | --- | ------------- | ---- |
| Eckartshausen (Standort) | Untertägige Teile der spätmittelalterlichen bis frühneuzeitlichen Katholischen Kirche Mariä Heimsuchung in Eckartshausen sowie Körpergräber des Mittelalters und der Neuzeit. | D-6-5926-0167 |      |

### Gemarkung Egenhausen
| Lage                  | Objekt | Akten-Nr.     | Bild |
| --------------------- | --- | ------------- | ---- |
| Egenhausen (Standort) | Siedlung der Linearbandkeramik und der Urnenfelderzeit. | D-6-5926-0054 |      |
| Egenhausen (Standort) | Siedlung der Linearbandkeramik. | D-6-5926-0055 |      |
| Egenhausen (Standort) | Siedlung der Späthallstatt- und Frühlatènezeit sowie der römischen Kaiserzeit. | D-6-5926-0056 |      |
| Egenhausen (Standort) | Freilandstation des Mesolithikums sowie Siedlung der Linearbandkeramik. | D-6-5926-0079 |      |
| Egenhausen (Standort) | Siedlung vor- und frühgeschichtlicher Zeitstellung. | D-6-5926-0080 |      |
| Egenhausen (Standort) | Bestattungsplatz mit verebnetem Grabhügel vorgeschichtlicher Zeitstellung. | D-6-5926-0081 |      |
| Egenhausen (Standort) | Siedlung vor- und frühgeschichtlicher Zeitstellung. | D-6-5926-0096 |      |
| Egenhausen (Standort) | Siedlung vor- und frühgeschichtlicher Zeitstellung. | D-6-5926-0097 |      |
| Egenhausen (Standort) | Siedlung vorgeschichtlicher Zeitstellung. | D-6-5926-0117 |      |
| Egenhausen (Standort) | Untertägige Teile der frühneuzeitlichen Katholischen Pfarrkirche St. Johannes der Täufer in Egenhausen, Fundamente mittelalterlicher Vorgängerbauten sowie Körpergräber des Mittelalters und der Neuzeit. | D-6-5926-0170 |      |
| Egenhausen (Standort) | Siedlung der Linearbandkeramik. | D-6-5926-0199 |      |

### Gemarkung Ettleben
| Lage                | Objekt | Akten-Nr.     | Bild |
| ------------------- | --- | ------------- | ---- |
| Ettleben (Standort) | Siedlung der Latènezeit. | D-6-5926-0121 |      |
| Ettleben (Standort) | Siedlung vor- und frühgeschichtlicher Zeitstellung. | D-6-6026-0022 |      |
| Ettleben (Standort) | Siedlung der Linearbandkeramik, des Mittelneolithikums, des Jungneolithikums und der Metallzeiten. | D-6-6026-0061 |      |
| Ettleben (Standort) | Siedlung der Linearbandkeramik. | D-6-6026-0062 |      |
| Ettleben (Standort) | Siedlung der Linearbandkeramik. | D-6-6026-0063 |      |
| Ettleben (Standort) | Siedlung der Hallstattzeit. | D-6-6026-0065 |      |
| Ettleben (Standort) | Hölzerne Brückensubstruktion vermutlich des Mittelalters oder der frühen Neuzeit. | D-6-6026-0066 |      |
| Ettleben (Standort) | Siedlung vorgeschichtlicher Zeitstellung. | D-6-6026-0121 |      |
| Ettleben (Standort) | Siedlung vor- und frühgeschichtlicher Zeitstellung. | D-6-6026-0122 |      |
| Ettleben (Standort) | Bestattungsplatz mit verebneten Grabhügeln vorgeschichtlicher Zeitstellung. | D-6-6026-0123 |      |
| Ettleben (Standort) | Siedlung der Metallzeiten. | D-6-6026-0180 |      |
| Ettleben (Standort) | Siedlung vor- und frühgeschichtlicher Zeitstellung. | D-6-6026-0181 |      |
| Ettleben (Standort) | Siedlung vor- und frühgeschichtlicher Zeitstellung. | D-6-6026-0182 |      |
| Ettleben (Standort) | Siedlung vorgeschichtlicher Zeitstellung. | D-6-6026-0242 |      |
| Ettleben (Standort) | Wüstung des frühen Mittelalters. | D-6-6026-0244 |      |
| Ettleben (Standort) | Untertägige Teile der im Kern frühneuzeitlichen Katholischen Pfarrkirche St. Michael in Ettleben, Fundamente mittelalterlicher und frühneuzeitlicher Vorgängerbauten sowie Körpergräber des Mittelalters und der Neuzeit. | D-6-6026-0288 |      |
| Ettleben (Standort) | Siedlung der vorgeschichtlicher Zeitstellung und vermutlich des frühen Mittelalters. | D-6-6026-0307 |      |
| Ettleben (Standort) | Siedlung der Hallstattzeit und der älteren Latènezeit. | D-6-6026-0327 |      |

### Gemarkung Eßleben
| Lage               | Objekt | Akten-Nr.     | Bild |
| ------------------ | --- | ------------- | ---- |
| Eßleben (Standort) | Siedlung des Neolithikums und der Urnenfelderzeit. | D-6-6026-0001 |      |
| Eßleben (Standort) | Siedlung der Linearbandkeramik, der Späthallstatt- und Frühlatènezeit sowie der jüngeren Latènezeit.                                                                      | D-6-6026-0002 |      |
| Eßleben (Standort) | Siedlung der Hallstattzeit, der jüngeren Latènezeit, der römischen Kaiserzeit, der Völkerwanderungszeit und des frühen Mittelalters.                                      | D-6-6026-0003 |      |
| Eßleben (Standort) | Siedlung der Hallstattzeit. | D-6-6026-0048 |      |
| Eßleben (Standort) | Siedlung der Urnenfelderzeit und der Hallstattzeit. | D-6-6026-0049 |      |
| Eßleben (Standort) | Siedlung der Latènezeit und der römischen Kaiserzeit sowie frühmittelalterliche bis frühneuzeitliche Wüstung Olzhausen/Adelshausen.                                       | D-6-6026-0051 |      |
| Eßleben (Standort) | Vermutlich Brandgräber der Urnenfelderzeit. | D-6-6026-0054 |      |
| Eßleben (Standort) | Siedlung der Urnenfelderzeit und der Hallstattzeit. | D-6-6026-0055 |      |
| Eßleben (Standort) | Siedlung der späten Bronzezeit. | D-6-6026-0057 |      |
| Eßleben (Standort) | Siedlung der späten Bronzezeit, der Späthallstatt- und Frühlatènezeit sowie der römischen Kaiserzeit.                                                                     | D-6-6026-0058 |      |
| Eßleben (Standort) | Siedlung vorgeschichtlicher Zeitstellung. | D-6-6026-0099 |      |
| Eßleben (Standort) | Siedlung vor- und frühgeschichtlicher Zeitstellung. | D-6-6026-0118 |      |
| Eßleben (Standort) | Siedlung, Grabenwerk und verebnete Grabhügel vor- und frühgeschichtlicher Zeitstellung.                                                                                   | D-6-6026-0119 |      |
| Eßleben (Standort) | Siedlung vor- und frühgeschichtlicher Zeitstellung. | D-6-6026-0120 |      |
| Eßleben (Standort) | Siedlung der Linearbandkeramik, des Mittelneolithikums und der Hallstattzeit sowie vermutlich verebnete Grabhügel vorgeschichtlicher Zeitstellung.                        | D-6-6026-0125 |      |
| Eßleben (Standort) | Siedlung vermutlich der frühen Latènezeit. | D-6-6026-0190 |      |
| Eßleben (Standort) | Siedlung der Urnenfelderzeit. | D-6-6026-0191 |      |
| Eßleben (Standort) | Siedlung vorgeschichtlicher Zeitstellung. | D-6-6026-0203 |      |
| Eßleben (Standort) | Siedlung der Hallstattzeit. | D-6-6026-0204 |      |
| Eßleben (Standort) | Siedlung der Linearbandkeramik, der Urnenfelderzeit sowie der frühen bis mittleren Latènezeit.                                                                            | D-6-6026-0211 |      |
| Eßleben (Standort) | Siedlung vorgeschichtlicher Zeitstellung. | D-6-6026-0215 |      |
| Eßleben (Standort) | Siedlung der frühen bis mittleren Latènezeit. | D-6-6026-0217 |      |
| Eßleben (Standort) | Siedlung der Hallstattzeit. | D-6-6026-0231 |      |
| Eßleben (Standort) | Siedlung der Linearbandkeramik sowie der Hallstatt- und Frühlatènezeit.                                                                                                   | D-6-6026-0233 |      |
| Eßleben (Standort) | Siedlung der Hallstattzeit und der römischen Kaiserzeit. | D-6-6026-0250 |      |
| Eßleben (Standort) | Siedlung vermutlich der Latènezeit. | D-6-6026-0262 |      |
| Eßleben (Standort) | Siedlung des Mittelneolithikums. | D-6-6026-0283 |      |
| Eßleben (Standort) | Fundamente mittelalterlicher und frühneuzeitlicher Vorgängerbauten der Katholischen Pfarrkirche St. Georg in Eßleben sowie Körpergräber des Mittelalters und der Neuzeit. | D-6-6026-0285 |      |
| Eßleben (Standort) | Siedlung der Hallstattzeit. | D-6-6026-0305 |      |

### Gemarkung Geldersheim
| Lage                   | Objekt | Akten-Nr.     | Bild |
| ---------------------- | --- | ------------- | ---- |
| Geldersheim (Standort) | Siedlung der Linearbandkeramik, des Mittelneolithikums, der Hallstattzeit, der jüngeren Latènezeit sowie der römischen Kaiserzeit. | D-6-5926-0014 |      |
| Geldersheim (Standort) | Burgstall des Mittelalters. | D-6-5926-0204 |      |

### Gemarkung Mühlhausen
| Lage                  | Objekt | Akten-Nr.     | Bild |
| --------------------- | --- | ------------- | ---- |
| Mühlhausen (Standort) | Siedlung der Hallstattzeit.                                                                                          | D-6-6026-0067 |      |
| Mühlhausen (Standort) | Siedlung des Alt- und Mittelneolithikums, der Urnenfelderzeit und der Hallstattzeit.                                 | D-6-6026-0124 |      |
| Mühlhausen (Standort) | Siedlung der Linearbandkeramik, der Urnenfelder-, Hallstatt- und Merowingerzeit.                                     | D-6-6026-0200 |      |
| Mühlhausen (Standort) | Siedlung vorgeschichtlicher Zeitstellung.                                                                            | D-6-6026-0234 |      |
| Mühlhausen (Standort) | Siedlung der jüngeren Latènezeit.                                                                                    | D-6-6026-0235 |      |
| Mühlhausen (Standort) | Siedlung der Linearbandkeramik, der Hallstattzeit und der jüngeren Latènezeit.                                       | D-6-6026-0236 |      |
| Mühlhausen (Standort) | Siedlung der Linearbandkeramik und der Hallstattzeit.                                                                | D-6-6026-0238 |      |
| Mühlhausen (Standort) | Untertägige Teile der frühneuzeitlichen Katholischen Kirche St. Martin in Mühlhausen sowie Körpergräber der Neuzeit. | D-6-6026-0293 |      |

### Gemarkung Rieden
| Lage              | Objekt | Akten-Nr.     | Bild |
| ----------------- | --- | ------------- | ---- |
| Rieden (Standort) | Siedlung der Urnenfelderzeit und der Hallstattzeit.                                                                     | D-6-6026-0052 |      |
| Rieden (Standort) | Siedlung der Linearbandkeramik, des Mittelneolithikums, des Endneolithikums, der Urnenfelderzeit und der Hallstattzeit. | D-6-6026-0169 |      |

### Gemarkung Rundelshausen
| Lage                     | Objekt | Akten-Nr.     | Bild |
| ------------------------ | --- | ------------- | ---- |
| Rundelshausen (Standort) | Siedlung der Linearbandkeramik. | D-6-5926-0058 |      |
| Rundelshausen (Standort) | Siedlung vorgeschichtlicher Zeitstellung. | D-6-5926-0114 |      |
| Rundelshausen (Standort) | Fundamente von Vorgängerbauten der Katholischen Kirche St. Petrus de Alcantara in Rundelshausen sowie Körpergräber vermutlich des Mittelalters und der Neuzeit. | D-6-5926-0173 |      |
| Rundelshausen (Standort) | Bestattungsplatz mit Grabhügeln vorgeschichtlicher Zeitstellung.                                                                                                | D-6-5926-0191 |      |

### Gemarkung Schleerieth
| Lage                   | Objekt | Akten-Nr.     | Bild |
| ---------------------- | --- | ------------- | ---- |
| Schleerieth (Standort) | Siedlung der Linearbandkeramik, des Mittelneolithikums, der Urnenfelderzeit, der jüngeren Latènezeit und vermutlich der Hallstattzeit. | D-6-5926-0059 |      |
| Schleerieth (Standort) | Siedlung vor- und frühgeschichtlicher Zeitstellung. | D-6-5926-0082 |      |
| Schleerieth (Standort) | Bestattungsplatz mit verebnetem Grabhügel vorgeschichtlicher Zeitstellung. | D-6-5926-0083 |      |
| Schleerieth (Standort) | Siedlung der Urnenfelderzeit und vermutlich der Hallstattzeit. | D-6-5926-0123 |      |
| Schleerieth (Standort) | Fundamente von Vorgängerbauten der Katholischen Pfarrkirche Mariä Himmelfahrt und St. Kilian in Schleerieth, untertägige Teile der in Resten erhaltenen, frühneuzeitlichen Gadenanlage sowie Körpergräber vermutlich des Mittelalters und der Neuzeit. | D-6-5926-0175 |      |
| Schleerieth (Standort) | Bestattungsplatz mit Grabhügeln vorgeschichtlicher Zeitstellung. | D-6-5926-0202 |      |

### Gemarkung Schnackenwerth
| Lage                      | Objekt | Akten-Nr.     | Bild |
| ------------------------- | --- | ------------- | ---- |
| Schnackenwerth (Standort) | Siedlung des Mittelneolithikums und der Hallstattzeit. | D-6-5926-0019 |      |
| Schnackenwerth (Standort) | Siedlung und Viereckschanze der jüngeren Latènezeit. | D-6-5926-0060 |      |
| Schnackenwerth (Standort) | Siedlung der Linearbandkeramik, des Mittelneolithikums, der Urnenfelderzeit und vermutlich der Hallstattzeit. | D-6-5926-0061 |      |
| Schnackenwerth (Standort) | Siedlung der Linearbandkeramik. | D-6-5926-0062 |      |
| Schnackenwerth (Standort) | Siedlung der Linearbandkeramik, des Mittelneolithikums, der Urnenfelderzeit und der Hallstattzeit. | D-6-5926-0063 |      |
| Schnackenwerth (Standort) | Siedlung der Linearbandkeramik, des Mittelneolithikums, des Jungneolithikums sowie der Urnenfelderzeit. | D-6-5926-0065 |      |
| Schnackenwerth (Standort) | Siedlung der Linearbandkeramik, der Urnenfelderzeit und der Hallstattzeit. | D-6-5926-0066 |      |
| Schnackenwerth (Standort) | Siedlung der Linearbandkeramik. | D-6-5926-0067 |      |
| Schnackenwerth (Standort) | Siedlung der Metallzeiten. | D-6-5926-0068 |      |
| Schnackenwerth (Standort) | Siedlung vermutlich der Hallstattzeit. | D-6-5926-0069 |      |
| Schnackenwerth (Standort) | Siedlung des Jung- bis Endneolithikums. | D-6-5926-0107 |      |
| Schnackenwerth (Standort) | Bestattungsplatz der Urnenfelderzeit. | D-6-5926-0112 |      |
| Schnackenwerth (Standort) | Siedlung der Linearbandkeramik. | D-6-5926-0115 |      |
| Schnackenwerth (Standort) | Siedlung der Latènezeit. | D-6-5926-0116 |      |
| Schnackenwerth (Standort) | Siedlung vermutlich der Latènezeit. | D-6-5926-0120 |      |
| Schnackenwerth (Standort) | Untertägige Teile der frühneuzeitlichen Katholischen Pfarrkirche St. Andreas und der frühneuzeitlichen Kirchengadenanlage in Schnackenwerth, Fundamente von Vorgängerbauten sowie Körpergräber des Mittelalters und der Neuzeit. | D-6-5926-0177 |      |
| Schnackenwerth (Standort) | Siedlung der Latènezeit. | D-6-5926-0184 |      |

### Gemarkung Schraudenbach
| Lage                     | Objekt | Akten-Nr.     | Bild |
| ------------------------ | --- | ------------- | ---- |
| Schraudenbach (Standort) | Bestattungsplatz mit Grabhügeln vorgeschichtlicher Zeitstellung, daraus Funde der Schnurkeramik und der Hallstattzeit. | D-6-5926-0072 |      |
| Schraudenbach (Standort) | Siedlung vor- und frühgeschichtlicher Zeitstellung.                                                                    | D-6-5926-0084 |      |
| Schraudenbach (Standort) | Siedlung vor- und frühgeschichtlicher Zeitstellung.                                                                    | D-6-5926-0085 |      |
| Schraudenbach (Standort) | Siedlung vermutlich der jüngeren Latènezeit.                                                                           | D-6-6026-0007 |      |
| Schraudenbach (Standort) | Wüstung Gainbachshof des Mittelalters und der frühen Neuzeit.                                                          | D-6-6026-0008 |      |
| Schraudenbach (Standort) | Siedlung der Linearbandkeramik und vermutlich des Mittelneolithikums.                                                  | D-6-6026-0016 |      |
| Schraudenbach (Standort) | Bestattungsplatz mit verebneten Grabhügel und Gruben vorgeschichtlicher Zeitstellung                                   | D-6-6026-0098 |      |
| Schraudenbach (Standort) | Siedlung vor- und frühgeschichtlicher Zeitstellung.                                                                    | D-6-6026-0183 |      |
| Schraudenbach (Standort) | Untertägige Teile der frühneuzeitlichen Katholischen Kirche St. Jakobus d. Ä. in Schraudenbach.                        | D-6-6026-0295 |      |

### Gemarkung Stettbach
| Lage                 | Objekt | Akten-Nr.     | Bild |
| -------------------- | --- | ------------- | ---- |
| Stettbach (Standort) | Siedlung der Linearbandkeramik, heute teilweise überbaut. | D-6-5926-0073 |      |
| Stettbach (Standort) | Siedlung vor- und frühgeschichtlicher Zeitstellung. | D-6-5926-0086 |      |
| Stettbach (Standort) | Fundamente mittelalterlicher und frühneuzeitlicher Vorgängerbauten der Katholischen Pfarrkirche St. Leonhard in Stettbach sowie Körpergräber des Mittelalters und der Neuzeit. | D-6-5926-0179 |      |

### Gemarkung Theilheim
| Lage                 | Objekt                        | Akten-Nr.     | Bild |
| -------------------- | ----------------------------- | ------------- | ---- |
| Theilheim (Standort) | Frühmittelalterliche Wüstung. | D-6-6026-0117 |      |

### Gemarkung Vasbühl
| Lage               | Objekt | Akten-Nr.     | Bild |
| ------------------ | --- | ------------- | ---- |
| Vasbühl (Standort) | Siedlung der Linearbandkeramik. | D-6-5926-0074 |      |
| Vasbühl (Standort) | Siedlung vor- und frühgeschichtlicher Zeitstellung. | D-6-5926-0087 |      |
| Vasbühl (Standort) | Siedlung vor- und frühgeschichtlicher Zeitstellung. | D-6-5926-0088 |      |
| Vasbühl (Standort) | Fundamente frühneuzeitlicher Vorgängerbauten der Katholischen Kirche St. Jakob d. Ä. in Vasbühl sowie Körpergräber der frühen Neuzeit.                        | D-6-5926-0181 |      |
| Vasbühl (Standort) | Untertägige Teile des frühneuzeitlichen Schlosses in Vasbühl sowie vermutlich Fundamente von Vorgängerbauten des späten Mittelalters oder der frühen Neuzeit. | D-6-5926-0182 |      |

### Gemarkung Waigolshausen
| Lage                     | Objekt                                              | Akten-Nr.     | Bild |
| ------------------------ | --------------------------------------------------- | ------------- | ---- |
| Waigolshausen (Standort) | Siedlung vor- und frühgeschichtlicher Zeitstellung. | D-6-6026-0110 |      |
| Waigolshausen (Standort) | Siedlung der Urnenfelderzeit und der Hallstattzeit. | D-6-6026-0201 |      |

### Gemarkung Werneck
| Lage               | Objekt | Akten-Nr.     | Bild |
| ------------------ | --- | ------------- | ---- |
| Werneck (Standort) | Bestattungsplatz mit Grabhügeln der Hallstattzeit. | D-6-5926-0052 |      |
| Werneck (Standort) | Bestattungsplatz mit Grabhügeln vorgeschichtlicher Zeitstellung. | D-6-5926-0053 |      |
| Werneck (Standort) | Siedlung der Linearbandkeramik. | D-6-6026-0045 |      |
| Werneck (Standort) | Siedlung der Urnenfelderzeit. | D-6-6026-0253 |      |
| Werneck (Standort) | Wüstung des hohen und späten Mittelalters. | D-6-6026-0254 |      |
| Werneck (Standort) | Siedlung der Linearbandkeramik, der Michelsberger Kultur, der älteren Latènezeit, der jüngeren Latènezeit und der römischen Kaiserzeit, Brand- und Körpergräber der Hallstattzeit sowie Körpergräber der älteren Latènezeit. | D-6-6026-0258 |      |
| Werneck (Standort) | Untertägige Teile des frühneuzeitlichen Schlosses, Fundamente mittelalterlicher und frühneuzeitlicher Vorgängerbauten sowie Reste barocker Gartenarchitektur und -ausstattung im Bereich der Schlossanlage in Werneck.       | D-6-6026-0281 |      |
| Werneck (Standort) | Siedlung vorgeschichtlicher Zeitstellung. | D-6-6026-0306 |      |
| Werneck (Standort) | Bestattungsplatz mit Grabhügeln vorgeschichtlicher Zeitstellung. | D-6-6026-0331 |      |

### Gemarkung Zeuzleben
| Lage                 | Objekt | Akten-Nr.     | Bild |
| -------------------- | --- | ------------- | ---- |
| Zeuzleben (Standort) | Siedlung der Urnenfelderzeit, der Hallstattzeit, der frühen Latènezeit und der jüngeren Latènezeit sowie Siedlung und Körpergräber des Neolithikums.                                                                                              | D-6-6026-0009 |      |
| Zeuzleben (Standort) | Siedlung der Urnenfelderzeit, der Latènezeit, der römischen Kaiserzeit und der Völkerwanderungszeit sowie vermutlich des frühen Mittelalters. | D-6-6026-0071 |      |
| Zeuzleben (Standort) | Siedlung der Linearbandkeramik. | D-6-6026-0072 |      |
| Zeuzleben (Standort) | Brand- und Körpergräber der Hallstattzeit sowie Brandgräber der jüngeren Latènezeit. | D-6-6026-0073 |      |
| Zeuzleben (Standort) | Siedlung des Alt- und Mittelneolithikums, der Latènezeit, der römischen Kaiserzeit und des frühen Mittelalters. | D-6-6026-0075 |      |
| Zeuzleben (Standort) | Siedlung der Hallstattzeit und vermutlich Gräber der Urnenfelderzeit. | D-6-6026-0076 |      |
| Zeuzleben (Standort) | Siedlung der Linearbandkeramik, der späten Bronzezeit, der älteren Urnenfelderzeit, der römischen Kaiserzeit und des frühen Mittelalters. | D-6-6026-0077 |      |
| Zeuzleben (Standort) | Siedlung der frühen Latènezeit und der römischen Kaiserzeit. | D-6-6026-0078 |      |
| Zeuzleben (Standort) | Siedlung der jüngeren Latènezeit. | D-6-6026-0079 |      |
| Zeuzleben (Standort) | Siedlung des Mittelneolithikums. | D-6-6026-0080 |      |
| Zeuzleben (Standort) | Siedlung der Hallstattzeit und merowingerzeitliches Reihengräberfeld. | D-6-6026-0081 |      |
| Zeuzleben (Standort) | Siedlung der Linearbandkeramik und endneolithische Körpergräber. | D-6-6026-0082 |      |
| Zeuzleben (Standort) | Siedlung der Hallstattzeit. | D-6-6026-0085 |      |
| Zeuzleben (Standort) | Siedlung der Hallstattzeit. | D-6-6026-0087 |      |
| Zeuzleben (Standort) | Siedlung des Mittelneolithikums. | D-6-6026-0089 |      |
| Zeuzleben (Standort) | Siedlung der frühen Latènezeit. | D-6-6026-0090 |      |
| Zeuzleben (Standort) | Siedlung der Urnenfelderzeit. | D-6-6026-0091 |      |
| Zeuzleben (Standort) | Siedlung des Mittelneolithikums. | D-6-6026-0101 |      |
| Zeuzleben (Standort) | Siedlung der Linearbandkeramik, der Urnenfelderzeit, der frühen und späten Latènezeit, der römischen Kaiserzeit sowie vermutlich der Völkerwanderungszeit.                                                                                        | D-6-6026-0104 |      |
| Zeuzleben (Standort) | Siedlung vor- und frühgeschichtlicher Zeitstellung. | D-6-6026-0127 |      |
| Zeuzleben (Standort) | Siedlung vor- und frühgeschichtlicher Zeitstellung. | D-6-6026-0128 |      |
| Zeuzleben (Standort) | Siedlung und vermutlich verebnete Grabhügel vorgeschichtlicher Zeitstellung. | D-6-6026-0129 |      |
| Zeuzleben (Standort) | Siedlung vor- und frühgeschichtlicher Zeitstellung. | D-6-6026-0130 |      |
| Zeuzleben (Standort) | Körpergräber der Schnurkeramik und Siedlung der Urnenfelderzeit. | D-6-6026-0154 |      |
| Zeuzleben (Standort) | Siedlung vor- und frühgeschichtlicher Zeitstellung. | D-6-6026-0184 |      |
| Zeuzleben (Standort) | Siedlung der Linearbandkeramik. | D-6-6026-0185 |      |
| Zeuzleben (Standort) | Brandgräber der jüngeren Latènezeit. | D-6-6026-0194 |      |
| Zeuzleben (Standort) | Siedlung der Urnenfelderzeit. | D-6-6026-0205 |      |
| Zeuzleben (Standort) | Siedlung der Hallstattzeit. | D-6-6026-0206 |      |
| Zeuzleben (Standort) | Siedlung der Urnenfelderzeit. | D-6-6026-0209 |      |
| Zeuzleben (Standort) | Siedlung der Urnenfelderzeit. | D-6-6026-0216 |      |
| Zeuzleben (Standort) | Siedlung vermutlich der Bronzezeit. | D-6-6026-0230 |      |
| Zeuzleben (Standort) | Bestattungsplatz mit verebneten Grabhügeln vorgeschichtlicher Zeitstellung. | D-6-6026-0239 |      |
| Zeuzleben (Standort) | Siedlung der Urnenfelderzeit. | D-6-6026-0240 |      |
| Zeuzleben (Standort) | Frühmittelalterliche Wüstung, heute teilweise überbaut. | D-6-6026-0241 |      |
| Zeuzleben (Standort) | Siedlung der Hallstattzeit. | D-6-6026-0245 |      |
| Zeuzleben (Standort) | Untertägige Teile der spätmittelalterlichen bis frühneuzeitlichen Katholischen Pfarrkirche St. Bartholomäus in Zeuzleben, Fundamente mittelalterlicher und frühneuzeitlicher Vorgängerbauten sowie Körpergräber des Mittelalters und der Neuzeit. | D-6-6026-0297 |      |
| Zeuzleben (Standort) | Siedlung der Urnenfelderzeit. | D-6-6026-0304 |      |
| Zeuzleben (Standort) | Siedlung der Hallstattzeit und der Latènezeit. | D-6-6026-0332 |      |